# 쇼지 고세이

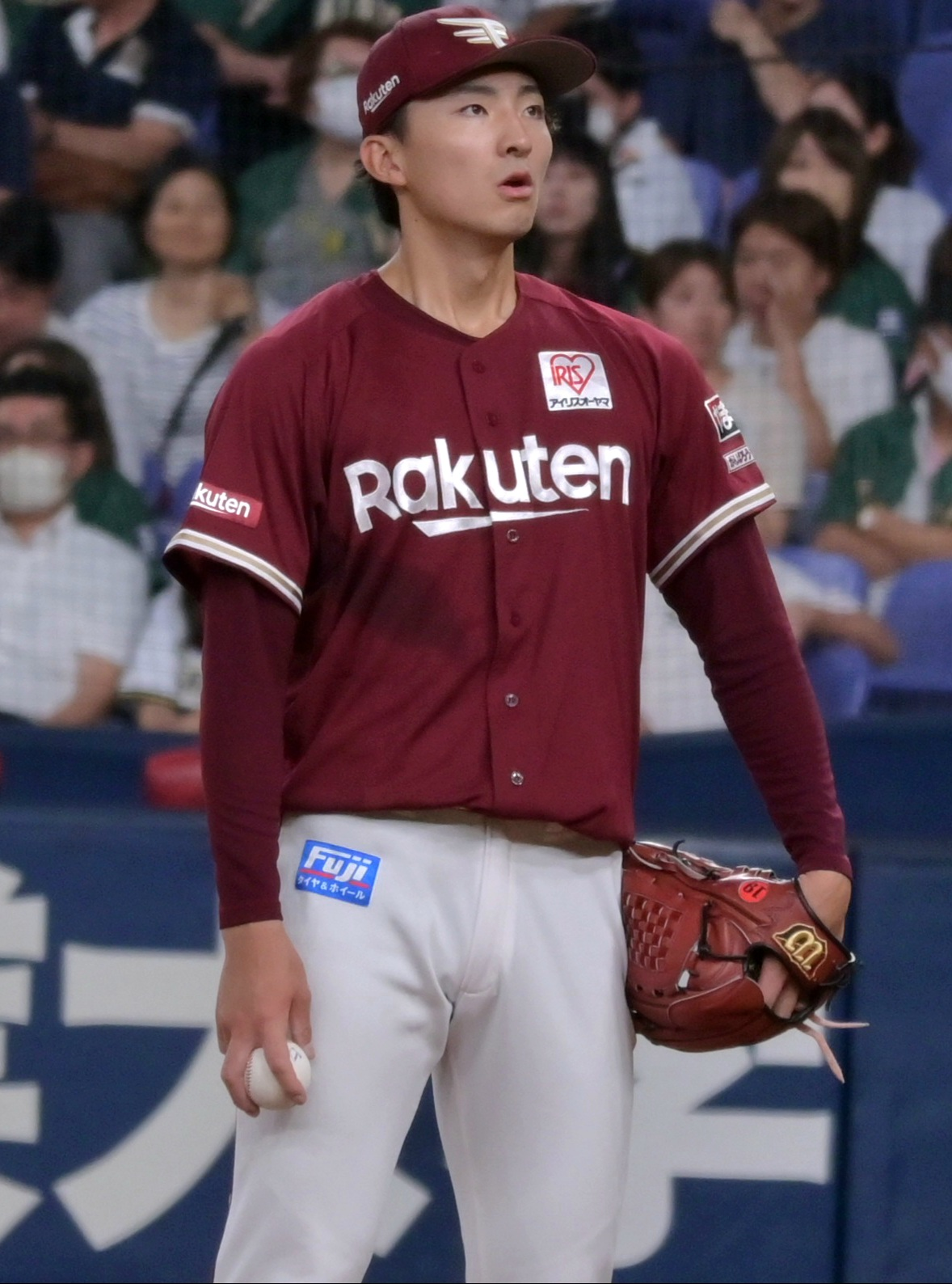

쇼지 고세이(일본어: 荘司 康誠, 2000년 10월 13일 ~ )는 일본의 프로 야구 선수이며, 현재 퍼시픽 리그인 도호쿠 라쿠텐 골든이글스의 소속 선수(투수)이다. 니가타현 니가타시 니시구 출신이다.

## 인물
니가타 시립 히가시아오야마 초등학교 시절 ‘아오야마 아라나미 야구 소년단’에서 야구를 시작하여 니가타 시립 고바리 중학교 시절에는 경식 야구 클럽 팀 ‘니가타니시 시니어’에서 주로 외야수로 활약했다. 니가타메이쿤 고등학교에 진학하여 본격적으로 투수를 맡게되면서 3학년 봄부터 팀의 에이스를 맡았지만 같은 해 하계 니가타현 대회에서는 1차전에서 탈락했다. 3년 간 고시엔 대회 출전은 없었다.
릿쿄 대학에 진학한 이후에는 투구폼 개조에 힘썼지만 1학년이 끝나갈 무렵에 어깨를 다쳐 2학년 가을까지 실전에 등판하지 못했다. 그간에 트레이너로부터 지도를 받으면서 몸의 유연성을 높이는 등 신체적인 부분을 수정하고 부상에 영향을 전혀받지 않는 투구폼으로 개조했다. 훗날 복귀하여 3학년 춘계 리그전에 첫 등판을 이뤘다. 입학 당시의 가장 빠른 속도는 130km/h대 전반이었지만 3학년 가을에는 151km/h를 측정했다. 4학년 때부터는 에이스로 활약했고 하를럼 베이스볼 위크의 일본 대표로도 발탁됐다. 그 후 2022년 9월 5일에 프로 지망계를 제출했다.
2022년 10월 20일 프로 야구 드래프트 회의에서 지바 롯데 마린스, 도호쿠 라쿠텐 골든이글스로부터 1순위 지명을 받았는데 경합 결과 라쿠텐이 지명권을 획득했다. 11월 9일에 계약금 1억 엔, 연봉 1,600만 엔으로 합의했고 등번호는 19번으로 결정했다.

## 상세 정보

### 출신 학교
- 니가타메이쿤 고등학교
- 릿쿄 대학

### 선수 경력
- 도호쿠 라쿠텐 골든이글스(2023년 ~ )

### 개인 기록
- 첫 등판·첫 선발 등판 : 2023년 4월 22일, 대 홋카이도 닛폰햄 파이터스 5차전(라쿠텐 모바일 파크 미야기), 5와 2/3이닝 3실점으로 패전 투수[9]
- 첫 탈삼진 : 상동, 1회초에 노무라 유키로부터 헛스윙 삼진

### 등번호
- 19(2023년 ~ )